# Slotje Spijtenburg

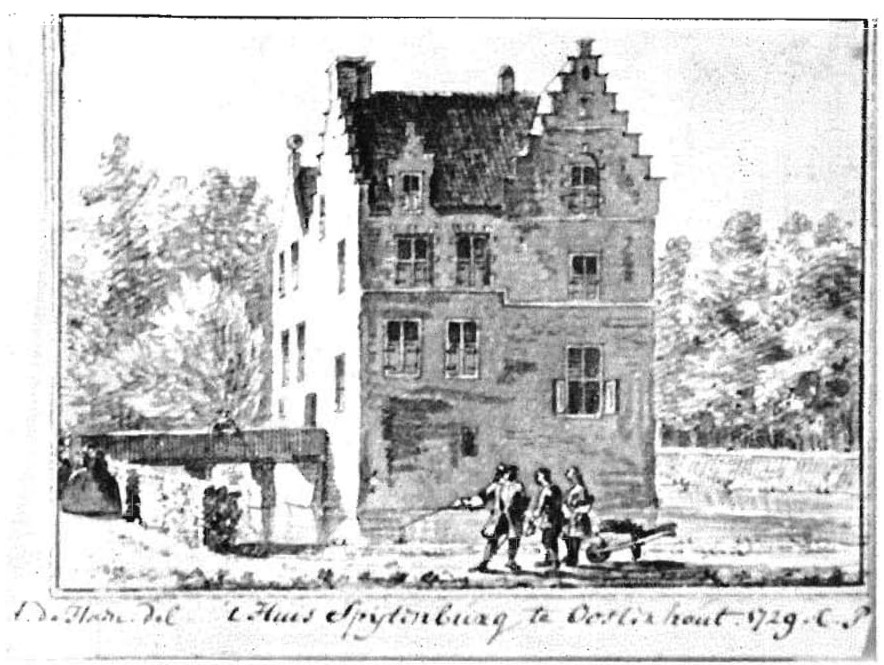
Slotje Spijtenburg in 1729

Slotje Spijtenburg was een slotjes in Oosterhout in de Nederlandse provincie Noord-Brabant. Het kasteel was een van de zeven slotjes van Oosterhout, waarvan er nog vijf resteren. Het slotje was gelegen op de hoek van de huidige Ridderstraat en Keiweg, op een eilandje in de vijver in het huidige park van Slotje Brakestein. Ten noordwesten hiervan ligt het tegenwoordige Slotpark.
Dit slotje werd gebouwd in de 2e helft van de 16e eeuw door Jan Hendirk Adriaan Hein Oomen, een nazaat van rijke boeren uit 's Gravenmoer, die zich in 1440 in Oosterhout hadden gevestigd. Hij was niet van adel, maar wél rijk. Hij werd echter tegengewerkt bij het kopen van een slotje, omdat hij niet van adel was. Toen liet hij zelf een slotje bouwen dat hoger was dan dat van de buren en met de rug naar Slotje Brakestein. Kortom: dit slotje zou tot spijt van de buren gebouwd zijn en aldus aan haar naam zijn gekomen. Het geld voor het slotje was afkomstig van de bruidsschat van Jan Oomen's tweede huwelijk: met joffrou Maria Back, dochter van de Tilburgse jonkheer Dieter Back.
In 1588 en 1625 werd het huis echter: Jan Oomsslotje genoemd, iets later nog: huys van Clootwijck, naar een nieuwe eigenaar. De naam Spijtenburg kwam pas omstreeks 1650 in zwang. In 1679 werd Spijtenburg gekocht door Catharina Verhoeven, die gehuwd was met Willem Snellen, welke reeds in 1677 was overleden. Zoon Pieter Snellen erfde het bezit. De familie Snellen was een Bredaas patriciërsgeslacht, rijk geworden door de turfwinning bij Zundert.
Spijtenburg werd getekend door Abraham de Haen en Cornelis Pronk. In 1729 was volgens deze tekeningen sprake van een hoog uit een gracht oprijzend huis. De architectuur die de tekening toont schat men in als vroeg-18e-eeuws.

## Het einde
De familie Snellen bleef lange tijd eigenaar. Einde 18e eeuw werd het huis, nu Lindenborg genaamd, bewoond door ene Willem Snellen en zijn zusters Amaranthe Snellen en Johanna Snellen. In 1794 overleden zowel Willem als Amaranthe. Johanna bleef over als eigenaresse. Hoewel ze mooi en rijk was, en er vele huwelijkskandidaten op haar af kwamen, wilde ze slechts een graaf of baron trouwen, ter wille van de titel. Alle andere huwelijkskandidaten sloeg ze af. Aldus huwde zij pas op 67-jarige leeftijd met ene Florens van Dam, de 28-jarige bezitter van een grafelijke titel en bekendstaand als een bon vivant en losbol. Aldus werd het huwelijk snel gesloten tot beider tevredenheid: Johanna had haar titel, Florens kreeg een jaarinkomen en mocht het slotje gebruiken voor feestjes en jachtpartijen. Doch de feestpartijen van de jonge graaf kostten veel meer geld dan het overeengekomen jaarinkomen, waarop Johanna haar "heer gemaal" tot tweemaal toe voor het gerecht moest slepen, teneinde haar faillissement te voorkomen. Uiteindelijk stierf de graaf in 1814. Johanna, die zich nu douairière noemde, overleed op 31 oktober 1815 en werd in het familiegraf bijgezet. Haar bezittingen, inclusief Kasteel Develstein te Zwijndrecht en een huis te Dordrecht, kwamen aan haar familieleden. Haar vermogen was aanzienlijk geslonken en het slotje werd geveild. Het werd gekocht door de bewoners van Slotje Brakestein die het huis sloopten en de grond, waarop het had gestaan, aan het park rondom Brakestein toevoegden.